# Cafè Terrall (les Borges Blanques)
El Cafè Terrall és una obra de les Borges Blanques (Garrigues) inclosa a l'Inventari del Patrimoni Arquitectònic de Catalunya.

## Descripció
Edifici d'estil popular, amb una balconada oberta al passeig del Terrall. L'entrada es fa per una portalada de doble alçada per a donar major importància a aquest punt. A la cantonada hi ha el cafè Terrall, fet a partir de cantonades arrodonides. Tot plegat està arrebossat d'un color teula i el remat a mode de cornissa o les finestres són blanques, donant un gran contrast cromàtic.

## Història
Aquest edifici està construït a l'antic solar del "gran casino-foment borgenc", que posteriorment s'anomenarà "Foment dels Republicans". Aquest edifici es construí a començaments de segle i enderrocat per l'aviació durant la guerra civil (1936- 1939).
Actualment pertany a Salvador Pifarré, fill de la població, tot i que ja fa anys que resta tancat.